# Janis Martin (soprano)
Pour les articles homonymes, voir Janis Martin (homonymie) et Martin.
Janis Martin née à Sacramento (Californie) le 16 août 1939, et décédée à San Antonio (Texas) le 13 décembre 2014 est une chanteuse d'opéra américaine qui chanta des premiers rôles d'abord comme mezzo-soprano, et plus tard comme soprano dans des opéras à travers l'Europe et les États-Unis. Elle a été particulièrement connue pour ses rôles dans les opéras de Richard Wagner, et a chanté au Festival de Bayreuth de 1968 à 1997.

## Biographie

### Débuts
Janis Martin est née à Sacramento, en Californie, fille d'un producteur de radio. Elle a étudié à la fois à l'Université d'État de Californie à Sacramento, et à l'Université de Californie à Berkeley. Elle a commencé à étudier le chant à Sacramento avec Julia Monroe et a plus tard étudié à New York avec Lili Wexberg et Otto Gruth. Elle a fait ses débuts à l'opéra en 1960 au San Francisco Opera avec le rôle de Theresa dans La sonnambula, et à vingt-et-un ans, elle était la plus jeune membre de la société de cette saison. Elle a continué à chanter un certain nombre de comprimario de mezzo-soprano  avec sa compagnie en 1969, y compris le rôle de Sœur Anne en 1961, dans la première mondiale de l'opéra de Norman Dello Joio, Blood Moon.

### Carrière
Le 23 mars 1962, elle a remporté la finale du concours du Metropolitan Opera National Council Auditions en chantant Mon cœur s'ouvre à ta voix de Samson et Dalila, et dans la même semaine, elle a fait ses débuts au New York City Opera dans le rôle de Mme Grose, dans The Turn of the Screw de Benjamin Britten. Ses débuts au Metropolitan Opera se produisent le 19 décembre 1962, quand elle a chanté Flora Bervoix dans La traviata avec Anna Moffo en Violetta. Elle revient comme soprano en 1970 dans le rôle-titre de Tosca et se produit régulièrement jusqu'en 1990, quand elle a chanté Brünnhilde dans La Walkyrie, Siegfried et Le Crépuscule des dieux dans une production complète de la tétralogie wagnérienne, Der Ring des Nibelungen. Elle a continué à chanter dans 147 représentations au Metropolitan Opera entre 1962 et 1997, d'abord dans des rôles de mezzo-soprano, dont la chanteuse dans la création américaine en 1964 de L'ultimo selvaggio de Menotti et à partir de 1973, des premiers rôles de soprano dont Kundry dans Parsifal, Marie dans Wozzeck, Senta dans Der Fliegende Holländer, et le rôle-titre dans Tosca. Sa dernière apparition avec la compagnie date de 1997, lorsqu'elle a chanté Brünnhilde dans Die Walküre avec Plácido Domingo dans le rôle de Siegmund, et Deborah Voigt dans celui de Sieglinde.
Janis Martin a chanté avec le Deutsche Oper Berlin de 1971 à 1988, et au Festival de Bayreuth de 1968 à 1997 comme Eva et Magdalena (Die Meistersinger von Nürnberg); Fricka, Sieglinde et Brünnhilde (Die Walküre); Gutrune et 2e Norn (Götterdämmerung); Fricka et Freia (Das Rheingold) et Kundry (Parsifal). Ses performances dans d'autres opéras européens comprennent Venus (Tannhäuser), Marie (Wozzeck) et la femme (Erwartung d'Arnold Schoenberg) à La Scala; Marie au Royal Opera House; Brünnhilde à l'Opéra national de Vienne, Isolde (1981) et Kundry à l'Opéra de Zurich (1981), et Ariane à l'Opéra de Hanovre (1982).
Elle s'est retirée de la scène en 2000 pour vivre dans le Comté de Nevada (Californie), où elle a donné des cours de chant, des récitals et des concerts occasionnels.
Janis Martin laisse dans le deuil son frère Richard, son fils Robert Martin de San Antonio, au Texas, et deux petits-enfants.

## Enregistrements
- Arnold Schoenberg : Erwartung – Janis Martin; BBC Symphony Orchestra; direction, Pierre Boulez (1977). Label: CBS.[6]
- Richard Wagner : Rienzi (enregistrement intégral de la version courte de 1843) – René Kollo, Siv Wennberg, Janis Martin, Theo Adam; Dresden Staatskapelle; direction, Heinrich Hollreiser (1975). Label: EMI.
- Richard Wagner : Der Fliegende Holländer – Norman Bailey, Janis Martin, René Kollo, Martti Talvela, Chicago Symphony Orchestra & Chorus; direction, Sir Georg Solti (1976). Label:Decca.

## Sources
- Cummings, David (ed.), "Martin, Janis", International Who's Who in Classical Music 2003, Routledge, 2003, p. 509.  (ISBN 1-85743-174-X)
- Hamilton, David (ed.), "Martin, Janis", The Metropolitan Opera Encyclopedia, Simon and Schuster, 1987, p. 214.  (ISBN 0-671-61732-X)

- (en) Cet article est partiellement ou en totalité issu de l’article de Wikipédia en anglais intitulé « Janis Martin (soprano) » (voir la liste des auteurs).